# Pierre Sebileau
Pierre Sebileau, né à Saint-Fort-sur-Gironde le 18 octobre 1860 et mort le 4 octobre 1953 à Tresses (Gironde), est un médecin, chirurgien et oto-rhino-laryngologue français.

## Biographie

### Jeunesse et formation
Fils de Pierre Armand Sébileau, négociant en vins, et de Françoise Chappare, Pierre Sebileau est interne dans les hôpitaux de Bordeaux (à partir de 1879) et de Paris (à partir de 1884), où il travaille ensuite comme prosecteur anatomique (1888). Par la suite, il devient chirurgien à l'Hôpital Lariboisière, spécialisé dans le domaine de l'oto-rhino-laryngologie. En 1893, il devient associé à la Faculté de médecine de Paris.

### Carrière médicale
En plus de ses travaux sur les problèmes d'oreille, de nez et de gorge, Sebileau a contribué à ses recherches sur les maladies du système génito-urinaire et des reins. Son nom est associé au "muscle de Sebileau", décrit comme des fibres profondes de la tunique dartos qui passent dans la cloison scrotale. 

### Vie familiale
Il est le beau-père du chirurgien plasticien Léon Dufourmentel (1884–1957).

## Œuvres
- Démonstrations d'anatomie ; région temporale, région parotidienne, région sus-hyoïdienne, région sus-claviculaire, région sous-clavière, région mammaire, région costale, 1892.
- Les Enveloppes des testicules; les bourses, le crémaster, la vaginale, la descente du testicule, 1897.
- Maladies des organes génitaux de l'homme, 1916.
- Le Carrefour aéro-digestif, le larynx, le pharynx, 1924.
- Cancer de la langue, 1932.